# Protector (roman)
Protector (1973) (titlu original Protector) este un roman science fiction scris de Larry Niven, a cărui acțiune se petrece în universul Spațiului Cunoscut. În 1974, romanul a fost nominalizat atât la premiul Hugo, cât și la premiul Locus.
Opera aduce în prim plan o specie numită Pak, introdusă pentru prima dată în povestirea Pak Protectors. Prima jumătate a romanului se intitulează Phssthpok (și a fost publicată anterior sub titlul The Adults), iar a doua Vandervecken. Romanul Destroyer of Worlds constituie, într-un fel, o continuare la Protector.

## Intriga
Romanul cuprinde două faze ale aceluiași spațiu, despărțite de 220 de ani. Conceptul central îl reprezintă evoluția omenirii de la stadiul juvenil de Pak, o specie cu o formă adultă distinctă ("protectorii") dotată cu o putere și o inteligență supraomenească și care au grijă doar de tinerii Pak din aceeași linie de sânge. Un element important al acțiunii îl constituie faptul că trecerea la stadiul de protector este facilitată de consumarea rădăcinii unei plante specifice, numită arborele-vieții, care nu poate fi cultivată pe Pământ. Aluzia, deși nu este nicio referință explicită, ar fi că Pomul vieții din Rai, menționat în Geneza Bibliei, ar reprezenta o amintire vagă a acestei plante.
Prima jumătate a cărții urmărește călătoria unui Pak numit Phssthpok în căutarea unei colonii Pak din îndepărtatul sistem Sol (sistemul nostru solar). La sosire, el capturează un centuran (un muncitor din Centura de asteroizi) pe nume Jack Brennan, care este infectat cu rezerva de rădăcina arborelui-vieții a lui Phssthpok și transformat într-un protector (sau, cel puțin, o variantă umană). Ei aterizează pe Marte, unde Brennan îl ucide pe Phssthpok și este salvat de doi oameni, Nick Sohl și Lucas Garner, care porniseră să întâlnească extraterestrul. Prima jumătate a cărții se încheie cu Brennan povestindu-și aventurile celor doi oameni.
A doua jumătate a cărții urmărește călătoria unui om numit Roy Truesdale, care a fost răpit și nu își mai amintește evenimentul. Căutându-și răpitorul, el se împrietenește cu o centurană pe nume Alice Jordan, care îl ajută să descopere că omul pe care îl caută este nimeni altul decât de Jack Brennan. Truesdale și Jordan îl găsesc pe Brennan în sistemul solar exterior, pe lumea fabricată după proiectul lui Brennan, Kobold. Brennan descoperă că o flotă de invazie Pak se îndreaptă spre spațiul uman și îl duce pe Truesdale pe un avanpost colonial uman numit Căminul, pentru a distrage atenția de la Pământ. În timpul călătoriei, se luptă cu navele cercetaș ale flotei Pak. Brennan și Truesdale ajung pe Cămin, unde își dau seama că Brennan vrea să transforme întreaga colonie într-o armată de apărare formată din protectori umani. Truesdale îl ucide pe Brennan, dar este infectat cu formă a virusului arborelui-vieții, care se răspândește cu repeziciune la alți coloniști, ducând la îndeplinire planul lui Brennan în ciuda încercării inițiale a lui Truesdale de a-l împiedica. Transformat în protector, Truesdale înțelege pe dată necesitatea planului lui Brennan și îl duce la îndeplinire infectând întreaga populație a Căminului. Virusul modificat îi ucide pe unii coloniști și îi transformă pe ceilalți, dând naștere la o armată de protectori fără copii. Noii protectori știu că trebuie să acționeze repede pentru a salva restul omenirii și încep pregătirile de război cu flota invadatoare Pak.
În paralel, se menționează că în sejurul său prin sistemul solar exterior, Brennan a pus la cale un genocid pe Marte, trimițând un uriaș asteroid de gheață să se izbească de suprafața planetei, pentru a crește conținutul de apă al atmosferei. Apa este mortală pentru metabolismul marțienilor, ducând la extincția speciei. Acest incident servește pentru a declanșa xenofobia moștenită a protectorilor Pak și de a-i determina să își îndeplinească misiunea de protejare a descendenților lor.
Evenimentele care descriu această acțiune a lui Brennan sunt descrise în "How the Heroes Die" și "At the Bottom of a Hole", două povestiri din 1966 publicate inițial de Niven în Galaxy Science Fiction și adunate ulterior în culegerea Inconstant Moon.

## Concepte
Pak
O specie numită Pak trăiește pe o planetă de lângă centrul Căii Lactee. Specia cuprinde trei stadii principale de dezvoltare: copil, prăsitor și protector. După naștere, un Pak se maturizează și devine prăsitor, moment în care poate avea copii; prăsitorii nu sunt deosebit de inteligenți. În jurul vârstei de 40 de ani, rădăcina arborelui-vieții începe să devină extrem de tentantă pentru prăsitori și, după consumarea ei, aceștia se metamorfozează în stadiul de protector prin intermediul unui virus din plantă. Încheieturile protectorului se întind, mușchii se dezvoltă, pielea se zbârcește, devenind o armură rezistentă, iar unghiile se transformă în gheare retractile. În zona inghinală se dezvoltă o a doua inimă, gura se strânge într-un cioc, iar caracteristicile sexuale dispar. Cea mai importantă schimbare o constituie creșterea masei cerebrale, ceea ce îi conferă protectorului o inteligență ieșită din comun. Singurul obiectiv al unui protector îl constituie apărarea descendenților săi, ceea ce face ca lumea de baștină Pak să fie mereu în stare de război, deoarece toți protectorii încearcă să se asigure că descendenții lor supraviețuiesc în dauna celorlalți. Dacă un protector nu mai are copii, nu mai simte nevoia de a mânca și moarte, în afara cazului în care adoptă întreaga rasă Pak, lucrând în beneficiul ei.
Originea omeniriiÎn urmă cu două milioane și jumătate de ani, un grup de protectori a scobit un asteroid, transformându-l în navă, și au pornit către brațul galactic. În cele din urmă s-au stabilit pe Pământ, dar au descoperit că rădăcina arborelui-vieții nu crește aici, ceea ce a însemnat că niciu prăsitor nu se putea metamorfoza în protector, iar protectorii aveau să moară fără rădăcină. Protectorii și-au petrecut restul vieții construind un laser suficient de puternic pentru a trimite un apel de ajutor către lumea de baștină Pak. În cele din urmă, prăsitorii cunoscuți sub denumirea de Homo habilis au evoluat până la formele zilelor noastre, incluzând-o pe cea umană.
PhssthpokPhssthpok și-a pierdut toți copiii într-un război purtat pe lumea Pak și are nevoie să dea vieții lui un nou sens, pentru a nu muri. După ce și-a petrecut mult timp în biblioteca lumii sale de baștină, a găsit povestea expediției Pak plecată să găsească o planetă locuibilă în brațul galactic. El și-a dat seama că solul Pământului nu conținea oxid de taliu și, în urmă cu 33.000 de ani, a pornit într-o misiune de salvare la bordul unui statoreactor, sosind în Sistemul Solar în anul 2125 AD.
PersefonaConform romanului, Persefona este a zecea planetă a sistemului nostru solar. Pusă în discuție în anii '70 pentru a explica perturbațiile orbitei lui Neptun, Niven îi conferă caracteristici suplimentare, cum ar fi mișcarea retrogradă, o orbită înclinată cu 61 de grade față de ecliptică și o masă puțin mai mică decât a lui Saturn.
NeutronBrennan a creat o sferă neutronică cu un diametru de 30,48 cm, realizată dintr-un material conținând o densitate mare de neutroni. Gravitația la suprafața sferei este de 8 milioane g și este ținută în cadrul unui câmp de stază de lumea Kobold.
KoboldKobold este o lume manufacturată de Jack Brennan care, ca protector, a format-o pornind de la un asteroid și i-a creat un ecosistem. Kobold a fost casa lui Brennan timp de 200 de ani, fiind distrusă odată cu plecarea lui și a lui Roy Truesdale. Kobold pare a-și fi luat numele de la koboldul din folclorul german, un spirit despre care oamenii cred că, uneori, este răuvoitor și șiret, iar alteori i se roagă pentru protecție. Acest rol se potrivește naturii duale a lui Jack Brennan, care este șiret (folosindu-și intelectul pentru a deruta oamenii de pe Pământ) și un protector auto-proclamat al omenirii.

## Cronologia evenimentelor
- în urmă cu 2,5 milioane de ani - colonizarea Pământului de către Pak.
- 33.000 BC - Phssthpok pleacă de pe lumea Pak.
- 32.800 BC - primul val de emigranți părăsește lumea Pak.
- 32.500 BC - al doilea val de emigranți părăsește lumea Pak.
- 32.500 BC - cercetașii Pak părăsesc lumea Pak.
- 2125 AD - Phssthpok ajunge în sistemul Sol. Brennan devine protector.
- 2340 AD - răpirea lui Truesdale.
- 2341 AD - descoperirea flotei Pak. Plecarea Olandezului Zburător. Distrugerea lumii Kobold.
- 2346 AD - descoperirea stelei lui Phssthpok.
- 2350 AD - sosirea pe Cămin.